# Добряк-Готв'янська Жанна Володимирівна
Жа́нна Володи́мирівна Добря́к-Готв'я́нська (нар. 26 лютого 1951, с. Кремінці Надвірнянського району Станіславської області, нині Татарів Яремчанської міськради) — українська актриса, народна артистка України (2014).

## Життєпис
1970 — закінчила студію при Івано-Франківському українському музично-драматичному театрі ім. І. Франка (викладачі Віталій Єлисеєвич Смоляк та Володимир Михайлович Нестеренко).
З тих пір працює в цьому театрі, де зіграла за сотню ролей найрізноманітніших персонажів, провідний майстер сцени.
2014 року удостоєна звання народної артистки України.

## Ролі
- Анна («Украдене щастя» І. Франка)
- Беатріче («Багато галасу даремно» В. Шекспіра)
- Голда («Тев'є-Тевель» Г. Горіна за Шолом-Алейхемом)
- Голубєва («Наодинці з усіма» О. Гельмана)
- Донна Анна («Камінний господар» Лесі Українки)
- Катря («Не судилось» М. Старицького)
- Мірандоліна («Господиня заїзду» К. Ґольдоні)
- Місіс Севідж («Дивна місіс Севідж» Дж. Патріка)
- Настя («У неділю рано зілля копала» за О. Кобилянською)
- Оленка («Голубі олені» О. Коломійця)
- Палагна («Тіні забутих предків» за М. Коцюбинським)
- Серафима («Витатуйована троянда» Т. Вільямса)

## Визнання
- 1981 — Заслужена артистка України
- 1981 — Обласна премія ім. М. Ірчана
- 2002 — Обласна премія ім. В. Смоляка
- 2014 — Народна артистка України